# Grammisgalan 1999
Grammisgalan 1999 hölls i Kungliga tennishallen i Stockholm den 15 februari 1999, och gällde 1998 års prestationer. Galan sändes i TV 4.

## Priser
- Årets artist: Bo Kaspers orkester
- Årets låt: Big Big World med Emilia
- Årets album: Gran Turismo med The Cardigans
- Årets nykomling: Petter
- Årets manliga rock/popartist: Petter
- Årets kvinnliga rock/popartist: Jennifer Brown
- Årets pop/rockgrupp: The Cardigans
- Årets modern dans-album: Last Man Standing med E-type
- Årets producent: Tore Johansson
- Årets textförfattare: Petter
- Årets kompositör: Peter Svensson, The Cardigans
- Årets jazzartist: Per "Texas" Johansson
- Årets dansband: Joyride
- Regeringens exportpris: Max Martin

### Fotnoter
1. ↑  ”TV4 riks 1999-02-15”. Svensk mediedatabas. 15 februari 1999. https://smdb.kb.se/catalog/id/002992783. Läst 1 mars 2017.